# Yuanshi Tianzun
Yuanshi Tianzun (chino: 元始天尊, pinyin: Yúanshǐ Tīanzūn), el "Venerable Celeste del Comienzo Original", es una de las más altas deidades del taoísmo religioso según la tradición y mitología china. Es uno de los Tres Puros y reside en el Cielo de la Pureza de Jade. Es una deidad primordial que existió antes que cualquier cosa, creándose a sí mismo a partir del más puro qi (energía vital). Después como deidad creadora procede a  crear el cielo y la tierra de acuerdo a la cosmogonía taoísta.

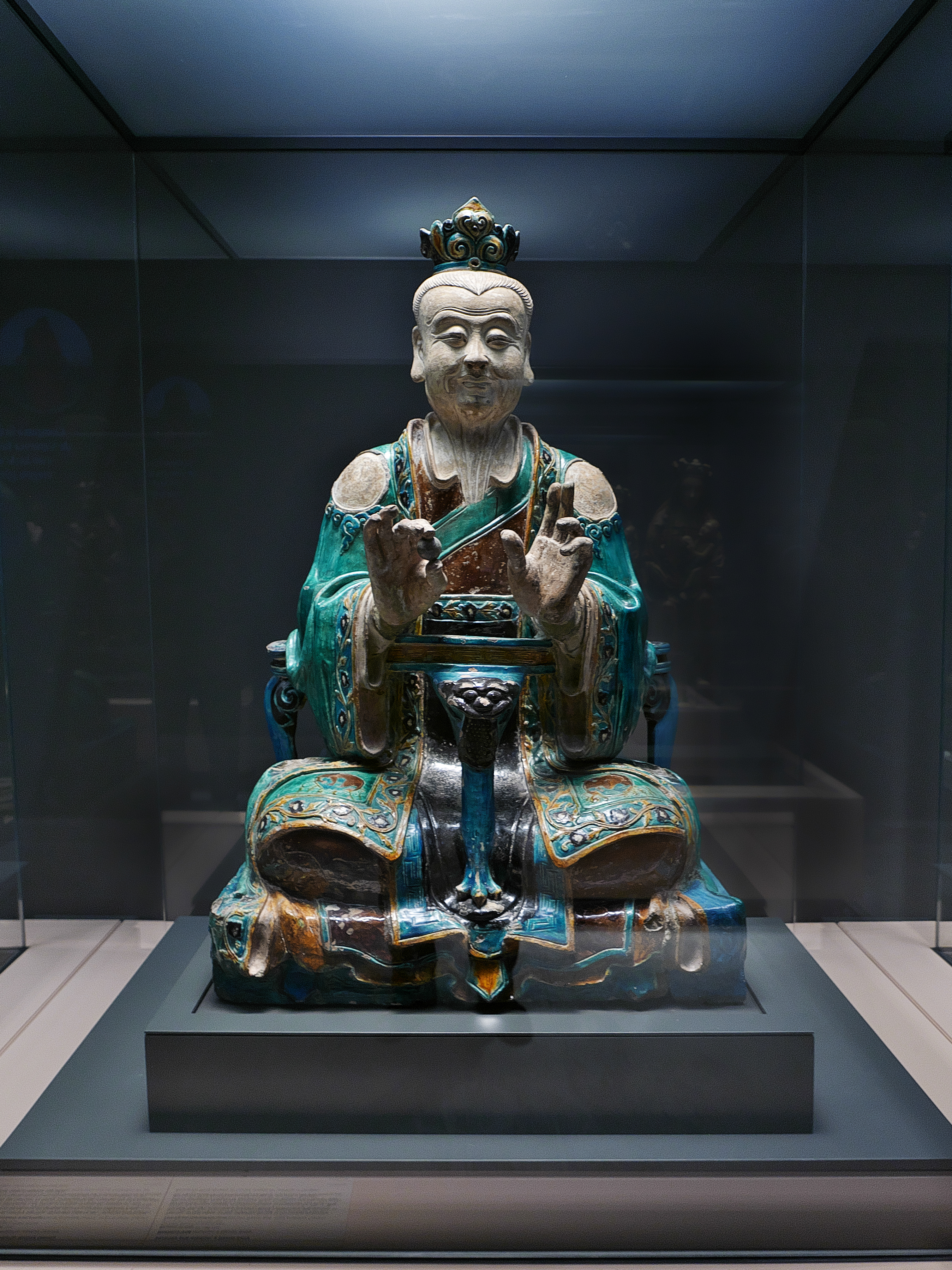
Yuanshi Tianzun, British Museum.

En origen fue el administrador del cielo, pero más tarde encomendó esta tarea a su ayudante, el Emperador de Jade, quién posteriormente llegaría a tener más obligaciones administrativas que el propio Yuanshi Tianzun, supervisando tanto el cielo como la tierra. Al comienzo de cada era, lleva las Escrituras de la Joya Mágica (灵宝经，靈寶經, Língbǎo Jīng) a las deidades menores, que a su vez instruyen a la humanidad en las enseñanzas del Tao.
Yuanshi Tianzun es el más supremo de todos los seres. Todas las cosas surgen de él. Es eterno, ilimitado e invisible.